# Montello (piroscafo 1926)
Il Montello è stato un piroscafo da carico italiano appartenente alla società "Navigazione Alta Italia", affondato per attacco aereo il 3 giugno 1941, nel corso della seconda guerra mondiale.

## Storia
La costruzione del piroscafo Montello fu ordinata ai Cantieri del Tirreno di Riva Trigoso (numero di costruzione 95) dalla Società Anonima di Navigazione Alta Italia, con sede a Genova. L'unità fu completata ed entrò in servizio nel gennaio 1927.
Nella notte dell'8 ottobre 1933 il Montello, in navigazione nell'Oceano Atlantico, si imbatté in una scialuppa 110 miglia a nord-ovest di Bermuda e soccorse i cinque superstiti dei 26 uomini dell'equipaggio del piroscafo greco Annoula, naufragato a causa di un uragano al largo della costa della North Carolina all'1:30 del 7 ottobre. Il comandante del Montello comunica l'accaduto via radio (il 10 ottobre), invitando qualsiasi altra nave in zona a cercare i 21 membri dell'equipaggio dispersi e quindi trasferì i naufraghi a Filadelfia, dove arrivò il giorno 12 dello stesso mese.
Con il precipitare della situazione, e con la prevista entrata in guerra del Regno d'Italia, il 31 maggio 1940 il Montello fu requisito dalla Regia Marina. Riconsegnato alla società il 3 agosto, fu nuovamente requisito il 29 ottobre.
Il 6 gennaio 1941, insieme alla motonave Giulia (per altra fonte, Andrea Gritti) ed al piroscafo Maddalena Odero, con la scorta dell'incrociatore ausiliario Caralis, salpò da Napoli alle ore 14, arrivando a Tripoli, in Libia, il giorno 9. Il 5 febbraio insieme al piroscafo Capo Orso e la motonave Riv , con la scorta dall'incrociatore ausiliario Francesco Morosini, lasciò Tripoli alle 5.30 per rientrare poi nel porto di Napoli, alle 8:00 del giorno 8.
Alle 19:30 del 1º giugno 1941 il Montello salpò da lasciò Napoli alla volta di Tripoli, inserito nel convoglio Aquitania, composto anche dai piroscafi Aquitania, Caffaro, Nirvo e Beatrice Costa e dalla nave cisterna Pozarica. Parte del carico del convoglio era destinato alla 5ª Squadra aerea della Regia Aeronautica operante in Africa Settentrionale Italiana (A.S.I.).  A bordo del Montello erano imbarcati [[benzina## in fusti e munizioni, per un totale di 4.500 tonnellate di carico. A bordo del piroscafo vi erano 30 membri dell'equipaggio civile, 11 dell'equipaggio militare e due operai diretti in Libia, per un totale di 43 uomini al comando del capitano di lungo corso Lazzaro Bertolotto, originario di Camogli.
La scorta diretta dell'importante convoglio era formata dai cacciatorpediniere Aviere (capitano di vascello Luciano Bigi, caposcorta), Dardo, Geniere e Camicia Nera e dalla torpediniera ''Giuseppe Missori. La forza di copertura indiretta era costituita dagli incrociatori leggeri Duca degli Abruzzi e Giuseppe Garibaldi e dai cacciatorpediniere Granatiere, Bersagliere, Fuciliere ed Alpino (VIII Divisione navale, al comando dell'ammiraglio di divisione Antonio Legnani), che salparono da Palermo. La scorta aerea era composta da due caccia FIAT C.R.42 Falco.
Il convoglio, che procedeva alla velocità di 8 nodi, fu avvistato il giorno 2, nel canale di Sicilia, dapprima da un sommergibile britannico e poi da un idrovolante Shorth Sunderland]] che comunicarono la sua posizione al comando britannico. Poco dopo le ore 12:00 del 3 giugno decollarono da Malta cinque bombardieri Bristol Blenheim del No.139 RAF Squadron della Royal Air Force. Intorno alle 14:00 il convoglio venne avvistato dagli aerei britannici, che però non attaccarono a causa della presenza dei due C.R.42, e si mantennero a distanza di sicurezza, volando bassi sul mare, seguendo il convoglio ed aspettando le giuste condizioni per un attacco. 
Alle 14.30 i due CR. 42 dovettero rientrare alla base e vennero sostituiti da un idrovolante antisommergibile CANT Z.501 Gabbiano che si posizionò a proravia del convoglio.
Il convoglio si trovava in quel momento in posizione 35°25’30” N e 11°57’30’ E (tra le isole Pelagie e la costa tunisina), circa venti miglia a nord-est delle Isole Kerkenna e dodici miglia a nord-est della boa numero 1 delle secche di Kerkenna, al largo della Tunisia. Alle 14:45 i bombardieri britannici andarono all'attacco giungendo da poppavia a 50 m di quota e venendo avvistati a soli 4 km di distanza. Il Beatrice Costa fu gravemente danneggiato e dovette essere successivamente affondato dal cacciatorpediniere Camicia Nera, mentre il Montello esplose in una palla di fuoco, affondando in pochi secondi con la perdita di tutto l'equipaggio.  La violentissima esplosione portò alla perdita di uno dei velivoli attaccanti, di cui parte dell'equipaggio fu recuperato dalla torpediniera Giuseppe Missori.